# Curie (unità di misura)
Il curie (simbolo Ci) è un'unità di misura dell'attività di un radionuclide. Esso venne adottato come unità di misura della radioattività durante il Congresso Internazionale di Radiologia che si tenne a Bruxelles nel 1910, presieduto proprio da Marie Curie.
Un curie è pari approssimativamente all'attività di un grammo dell'isotopo radio-226 (226Ra), un materiale scoperto dai pionieri dello studio della radioattività Marie e Pierre Curie, da cui l'unità prende il nome, ed equivale a 37 miliardi di decadimenti al secondo.
Il curie è stato sostituito dal becquerel nel sistema SI:
- 1 Ci =  37 GBq